# I Thought It Took a Little Time (But Today I Fell in Love)
«I Thought It Took a Little Time (But Today I Fell in Love)» — песня, записанная американской певицей Дайаной Росс для одноимённого альбома 1976 года. Песня была написана Майклом Массером и Пэм Сойер. Она была выпущена в качестве сингла и достигла 4-го места в чарте Top Easy Listening.

## Отзывы критиков
Обозреватель журнала Billboard отметил, что это превосходная баллада, чем-то напоминающая материал времён The Supremes, хотя при первом прослушивании она может показаться несколько коммерческой. В журнале Record World написали: «Следуя потрясающему величию темы из „Красного дерева“, Дайана с помощью аранжировки Джина Пейджа с непревзойденной легкостью и стилем исполняет ещё одно прекрасное произведение» В другом отзыве того же журнала заявили о том, что все таланты мисс Росс были подчёркнуты благодаря первоклассному продюсированию.

## Список композиций
7" сингл
A. «I Thought It Took a Little Time (But Today I Fell in Love)» — 3:18
B. «After You» (Майкл Массер, Рональд Миллер) — 4:14

## Чарты
| Чарт (1976)                              | Высшая позиция |
| ---------------------------------------- | -------------- |
| Великобритания (UK Singles Chart)        | 32             |
| Канада (RPM Top 100 Singles)             | 53             |
| США (Billboard Hot 100)                  | 47             |
| США (Billboard Hot Soul Singles)         | 61             |
| США (Billboard Top Easy Listening)       | 4              |
| США (Record World The R&B Singles Chart) | 53             |